# Lembras
Lembras – miejscowość i gmina we Francji, w regionie Nowa Akwitania, w departamencie Dordogne.
Według danych na rok 1990 gminę zamieszkiwały 1174 osoby, a gęstość zaludnienia wynosiła 111 osób/km² (wśród 2290 gmin Akwitanii Lembras plasuje się na 370. miejscu pod względem liczby ludności, natomiast pod względem powierzchni na miejscu 1023.).